# Sonate (Allier)
Die Sonate ist ein kleiner Fluss im Zentralmassiv von Frankreich, der im Département Allier der Region Auvergne-Rhône-Alpes südwestlich der Stadt Moulins verläuft.

## Geografie

### Verlauf
Die Sonate entspringt unter dem Namen Ruisseau de la Frimbaude einem kleinen See im westlichen Gemeindegebiet von Mercy, entwässert generell Richtung Nordwest und mündet nach rund 19 Kilometern im Gemeindegebiet von Toulon-sur-Allier als rechter Nebenfluss in einen Seitenarm des Allier. Im Unterlauf quert die Sonate die Autobahn A79, die Bahnstrecke Moret-Veneux-les-Sablons–Lyon-Perrache und die Nationalstraße N7.

### Orte am Fluss
(Reihenfolge in Fließrichtung)
- Ramage, Gemeinde Mercy
- La Frène, Gemeinde Neuilly-le-Réal
- Neuilly-le-Réal
- Fourchaud, Gemeinde Neuilly-le-Réal
- Sannes, Gemeinde Toulon-sur-Allier
- Vermillère, Gemeinde Toulon-sur-Allier